# Metanephrine
Als Metanephrine bezeichnet man zwei Methylierungsprodukte der Katecholamine Adrenalin, das Metanephrin,  und Noradrenalin, das Normetanephrin. Beide Substanzen entstehen aus ihren Vorgängern durch Wirkung des Enzyms Catechol-O-Methyltransferase (COMT), wobei die Konfiguration erhalten bleibt. Sie werden zum Teil direkt als Konjugate im Harn ausgeschieden, der andere Teil wird mittels des Enzyms Monoaminooxidase (MAO) weiter zum 3-Methoxy-4-hydroxymandelsäurealdehyd desaminiert, welcher dann in einem weiteren Schritt entweder zu Vanillinmandelsäure (VMS) oxidiert oder zu 3-Methoxy-4-hydroxyphenylglycol (MHPG, MOPEG) reduziert wird, die dann ebenfalls mit dem Harn ausgeschieden werden.
Racemisches Metanephrin wird synthetisch hergestellt, das Hydrochlorid hat die CAS-Nummer 881-95-8.

## Vertreter
| Gefahrensymbol |

| Gefahrensymbol |

## Wirkung

Abbau von Noradrenalin (Norepinephrine) zu Normetanephrin und weitere Abbauwege

Metanephrine sind die direkten inaktiven Metaboliten von Adrenalin bzw. Noradrenalin und haben keine hormonelle Wirkung mehr.

## Bedeutung als Tumormarker
Eine pathologisch erhöhte Konzentration an Metanephrinen kann unter anderem auf ein Phäochromozytom hindeuten, kann allerdings auch durch Stress verursacht werden.
Metanephrine werden bei Verdacht auf einen Adrenalin oder Noradrenalin produzierenden Tumor bestimmt, wobei hier zur Diagnostik ebenso die direkte Bestimmung der Katecholamine oder (früher) der Vanillinmandelsäure erfolgen kann.

## Bestimmung im Urin oder Blutplasma
Zur Bestimmung der Metanephrine im Urin sammelt der Patient seinen Urin einen Tag lang (24h-Sammelurin) in einem mit Salzsäure versehenen Sammelgefäß. Die eigentliche Bestimmung erfolgt dann mittels Hochleistungsflüssigkeitschromatographie (HPLC) oder direkter chemischer Nachweismethoden. Neue Bestimmungsmethoden arbeiten direkt mit Blutplasma und umgehen damit das umständliche und fehleranfällige Sammeln des Urins.